# Adriana Karembeu
Adriana Karembeu (Brezno, Eslováquia, 17 de Setembro de 1971), cujo nome de batismo é Adriana Sklenaříková, é uma modelo eslovaca. 
Dona das pernas mais longas do mundo segundo o Guinness (título que anos depois perdeu para a russa Svetlana Pankratova), a modelo ficou conhecida internacionalmente como uma das angels da grife Victoria's Secret. Em 2006 foi eleita a mulher mais sexy do mundo pela FHM.
Karembeu nasceu em Brezno, uma cidade na Eslováquia central. Tendo inicialmente estudado medicina em Praga, ela desistiu de seus estudos para se tornar uma modelo.Como atriz, Adriana apareceu em alguns filmes como Asterix nos Jogos Olímpicos (2008).
Foi casada com o jogador de futebol francês Christian Karembeu até 2011.